# Kryptopterus moorei
Kryptopterus moorei és una espècie de peix de la família dels silúrids i de l'ordre dels siluriformes.

## Morfologia
Els mascles poden assolir els 24 cm de llargària total.

## Distribució geogràfica
Es troba als rius Chao Phraya i Mekong.